# Maestros antiguos
Maestros antiguos: Comedia (en alemán, Alte Meister. Komödie), es una novela del escritor austríaco Thomas Bernhard. Publicada por primera vez en 1985, narra la vida y las opiniones de Reger, musicólogo, a través de la voz de Atzbacher, académico y conocido del protagonista.

## Argumento
El libro está ambientado en la Viena contemporánea a la publicación del libro en 1985 (pág. 193). Reger es un musicólogo de 82 años de edad que escribe críticas para The Times. Durante más de cuarenta años, cada dos mañanas, ha pasado cuatro o cinco horas sentado en el mismo banco, frente al cuadro de Tintoretto Retrato de un hombre de barba blanca, en la sala de Bordone del Museo de Historia del Arte de Viena. Considera que esa es la atmósfera idónea para optimizar sus reflexiones. Con este propósito le ayuda Irrsigler, el asistente de galería, evitando que otros visitantes utilicen el banco cuando Reger lo solicita.
La novela está íntegramente narrada por Atzbacher, que el día anterior se ha encontrado con Reger y con quien este ha acordado verse allí de nuevo apenas un día después ―lo que significa, pues, que el protagonista visitará el museo en dos días consecutivos de forma excepcional―. Han quedado en encontrarse en la sala de Bordone a las once y media de la mañana, pero ambos llegan pronto, de modo que las primeras 170 páginas del libro consisten en los recuerdos y pensamientos de Atzbacher mientras observa subrepticiamente a Reger en su postura usual. Estos, a su vez, están dominados por los recuerdos y pensamientos de Reger, con quien previamente se había relacionado. Atzbacher cuenta las muertes de la esposa y de la hermana de Reger, así como su desdén para con varios aspectos de la sociedad austríaca y, en ocasiones, alemana, incluyendo a Stifter, Bruckner y Heidegger, el estado y los «artistas del estado» en general y la condición higiénica de los baños vieneses. Reger considera insoportable la idea de una obra de arte supuestamente «perfecta», así que busca formas de tornarlas soportables escudriñando sus defectos.
La segunda mitad del libro, acontecida una vez Atzbacher y Reger se han encontrado, está conformada por las declaraciones actuales de Reger, prorrumpidas en el museo, intercaladas con lo que este había dicho en el hotel del Embajador durante una reunión que ambos mantuvieron tras la muerte de su esposa, así como con palabras anteriores de cuando se habían encontrado en el piso de Reger antes de la muerte de aquella. Dicha muerte ―sus circunstancias y los efectos que ha ejercido sobre él― va ganando en importancia a lo largo del libro hasta su conclusión. Se revela que Reger conoció a su esposa sentado precisamente en el banco de la sala de Bordone, y que a partir de entonces ella lo había acompañado a sus visitas al museo. Fue mientras andaban hacia allí en invierno que ella había sufrido una caída mortal, de la que Reger culpa a las autoridades civiles (por ser incapaces de mantener el camino adecuadamente), al estado (encarnado en el director del museo, que no pudo ofrecer el socorro oportuno) y a la Iglesia Católica, por regentar el Piadoso Hospital de Brethren, donde se operó a su esposa de forma deficiente.
A pesar de sus continuos ataques contra el museo-estado «católico nacional socialista» (pág. 301) y de su desdén hacia la humanidad, ejemplificado por la conducta de su ama de llaves, que empezó a aprovecharse de él tras la muerte de su esposa, Reger describe de qué modo superó su inclinación inicial por el suicidio y logró sobrevivirla. Se sintió defraudado por el arte, que demostró ser inútil en el momento decisivo:

“sin importar a cuántos Grandes Ingenios y a cuántos Maestros Antiguos hayamos tomado por compañeros, no pueden reemplazar a ninguna persona; al final somos abandonados por esos supuestos Grandes Ingenios y por esos supuestos Maestros Antiguos, y vemos que se mofan de nosotros los así llamados Grandes Ingenios y Maestros Antiguos”. (pp. 291-292)
Reger

Convencido de que la gente es el único medio posible para sobrevivir, Reger vuelve a involucrarse en el mundo, con la ayuda de su mal uso de Schopenhauer (pág. 288) y del Retrato de un hombre de barba blanca, la única obra en el museo que ha resistido frente a su escrutinio durante treinta años.

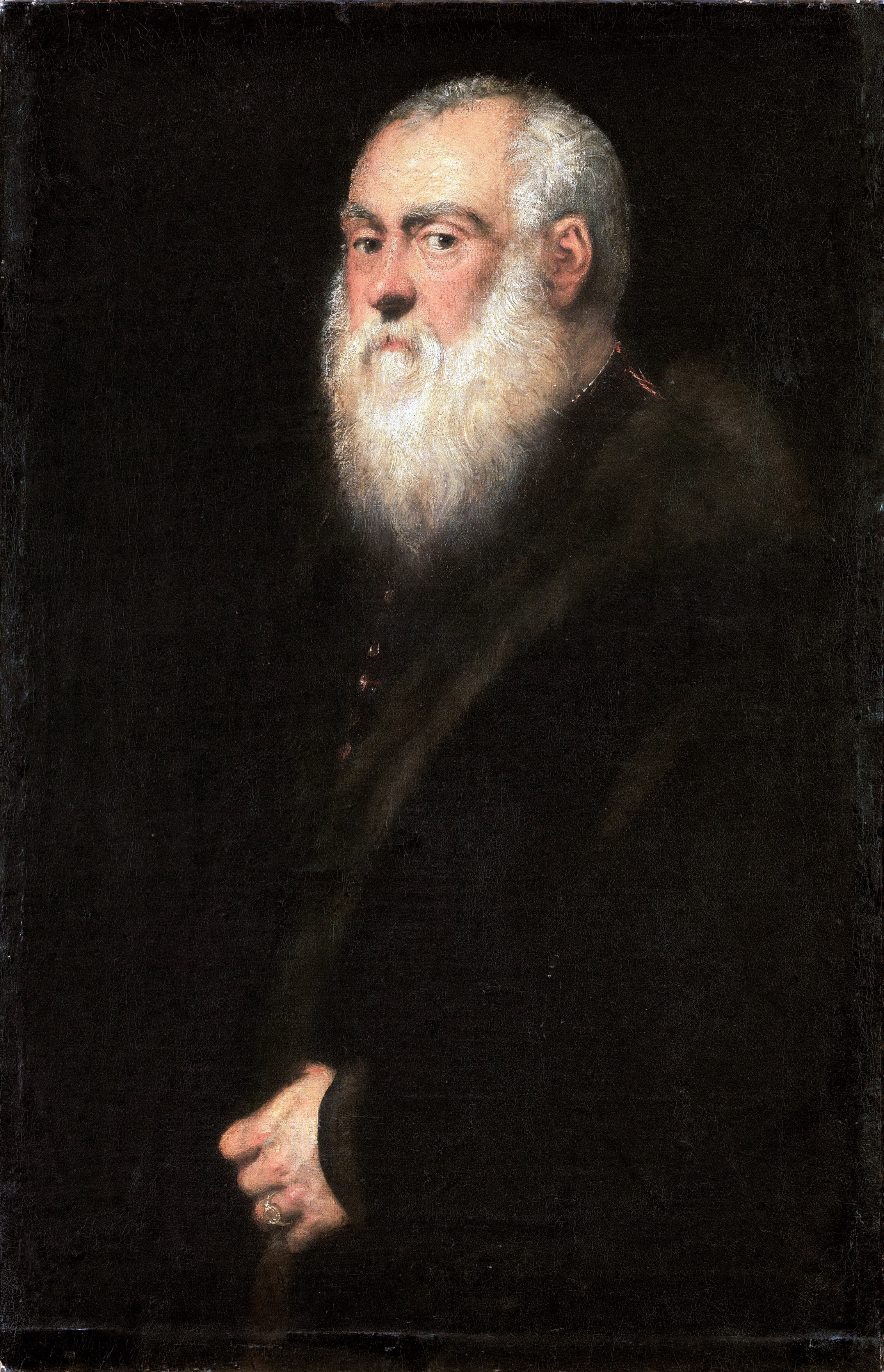
Retrato de un hombre de barba blanca (Museo de Historia del Arte de Viena)

El libro finaliza con la revelación de Reger de sus verdaderas intenciones al quedar con Atzbacher: invitarlo a una función de El cántaro roto esa noche, si bien odia el teatro. Atzbacher acepta, afirmando que «la representación fue terrible».